# مارتین اشتگر
مارتین اشتگر (انگلیسی: Martin Steger؛ زادهٔ ۲۰ اکتبر ۱۹۴۸) دوچرخه‌سوار اهل سوئیس است.